# Константиновка (посёлок, Арбузинский район)
Константи́новка (укр. Костянтинівка) — посёлок в Арбузинском районе Николаевской области Украины.
Основано в 1899 году. Население по переписи 2001 года составляло 32 человека. Почтовый индекс — 55350. Телефонный код — 5132.

## Местный совет
55350, Николаевская обл., Арбузинский р-н, с. Новосёловка, ул. Центральная, 35; тел. 9-34-19.